# Młynna (skała)

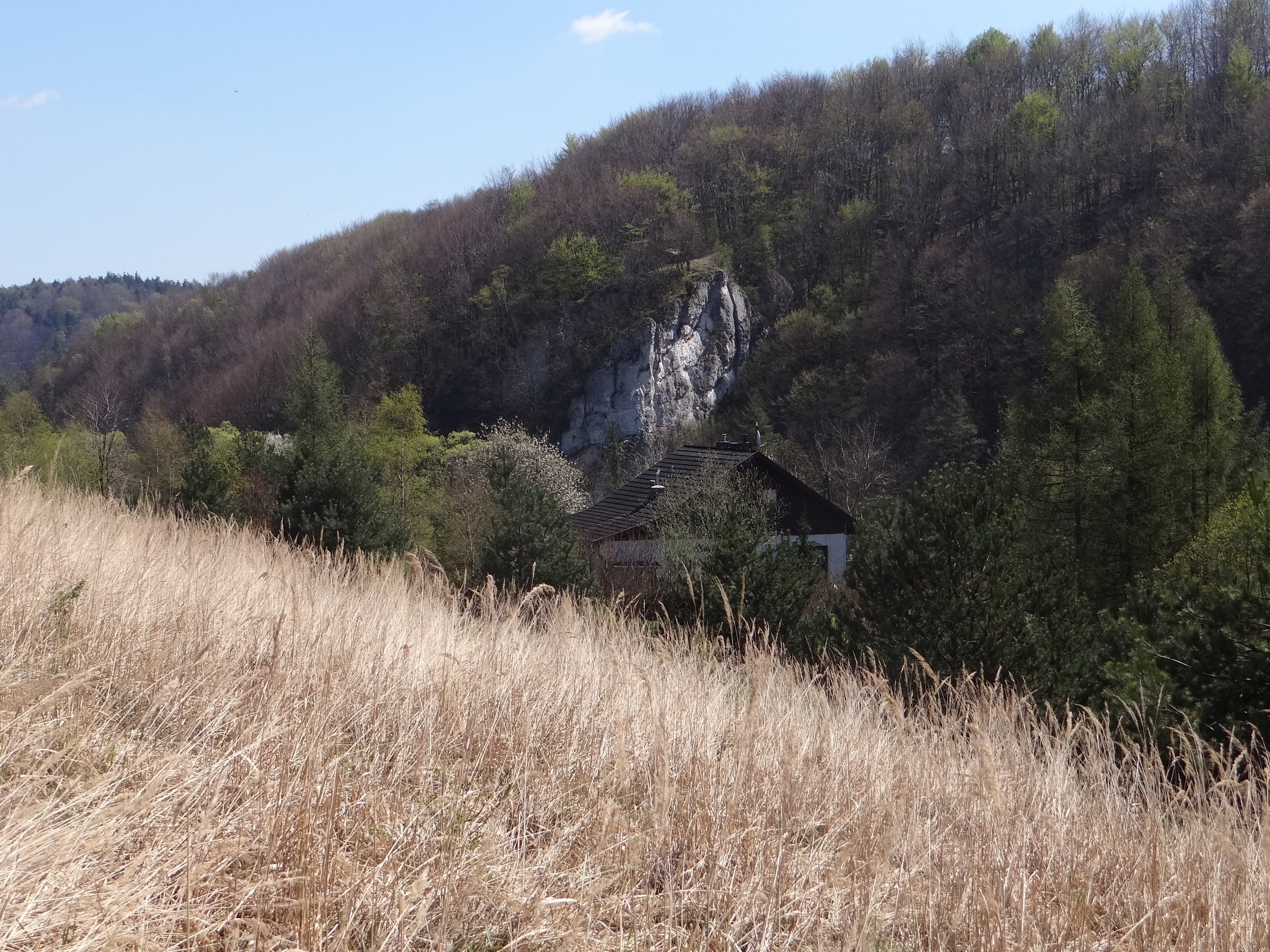
Młynna i leśniczówka w Dolinie Sąspowskiej

Młynna – skała w prawych zboczach Doliny Sąspowskiej w Ojcowskim Parku Narodowym, w obrębie miejscowości Sąspów. Znajduje się w górnej części tej doliny, nieco poniżej leśniczówki stojącej tuż przy drodze w lewych zboczach doliny.
Młynna to wyniosła, zbudowana z jurajskich wapieni skała opadająca do Sąspówki pionową ścianą. Znajduje się na obszarze ochrony ścisłej.